# Сан-Грегорио (Чили)
Сан-Грегорио (исп. San Gregorio) — коммуна в Чили. Административный центр коммуны — посёлок Вилья-Бернардо-О'Хиггинс. Население — 186 человек (2002). Поселок и коммуна входят в состав провинции Магальянес  и области Магальянес-и-ла-Антарктика-Чилена .
Территория коммуны — 6883,7 км². Численность населения — 799 жителей (207). Плотность населения — 0,12 чел./км².

## Расположение
Посёлок Вилья-Бернардо-О'Хиггинс расположен в 121 км на северо-восток от административного центра области города Пунта-Аренас.
Коммуна граничит:
- на севере — c провинцией Санта-Крус (Аргентина)
- на юго-востоке — c коммуной Примавера
- на юге — c коммуной Пунта-Аренас
- на западе — c коммуной Лагуна-Бланка

## Демография
Согласно сведениям, собранным в ходе переписи Национальным институтом статистики в 2017 г., население коммуны составляет 799 человек, из которых 619 мужчин и 180 женщин.
Население коммуны составляет 0,5 % от общей численности населения области Магальянес-и-ла-Антарктика-Чилена, при этом 99,89 % относится к сельскому населению.